# Потихоново
Потихо́ново (укр. Потихонове) — село в Ольховатской сельской общине Купянского района Харьковской области Украины.
Код КОАТУУ — 6321484517. Население по переписи 2001 г. составляет 27 (10/17 м/ж) человек.

## Географическое положение
Село Потихоново находится в трёх километрах от границы с Россией; на расстоянии 2 км от сёл Рубленое, Озерное, Попельное, Комиссарово, рядом с балкой Землянка.

## История
- 1746 — дата основания.
- До 17 июля 2020 года село входило в Рубленский сельский совет, Великобурлукский район, Харьковская область.

## Экономика
- В селе при СССР была птице-товарная ферма (ПТФ).